# Teresa Ganzel

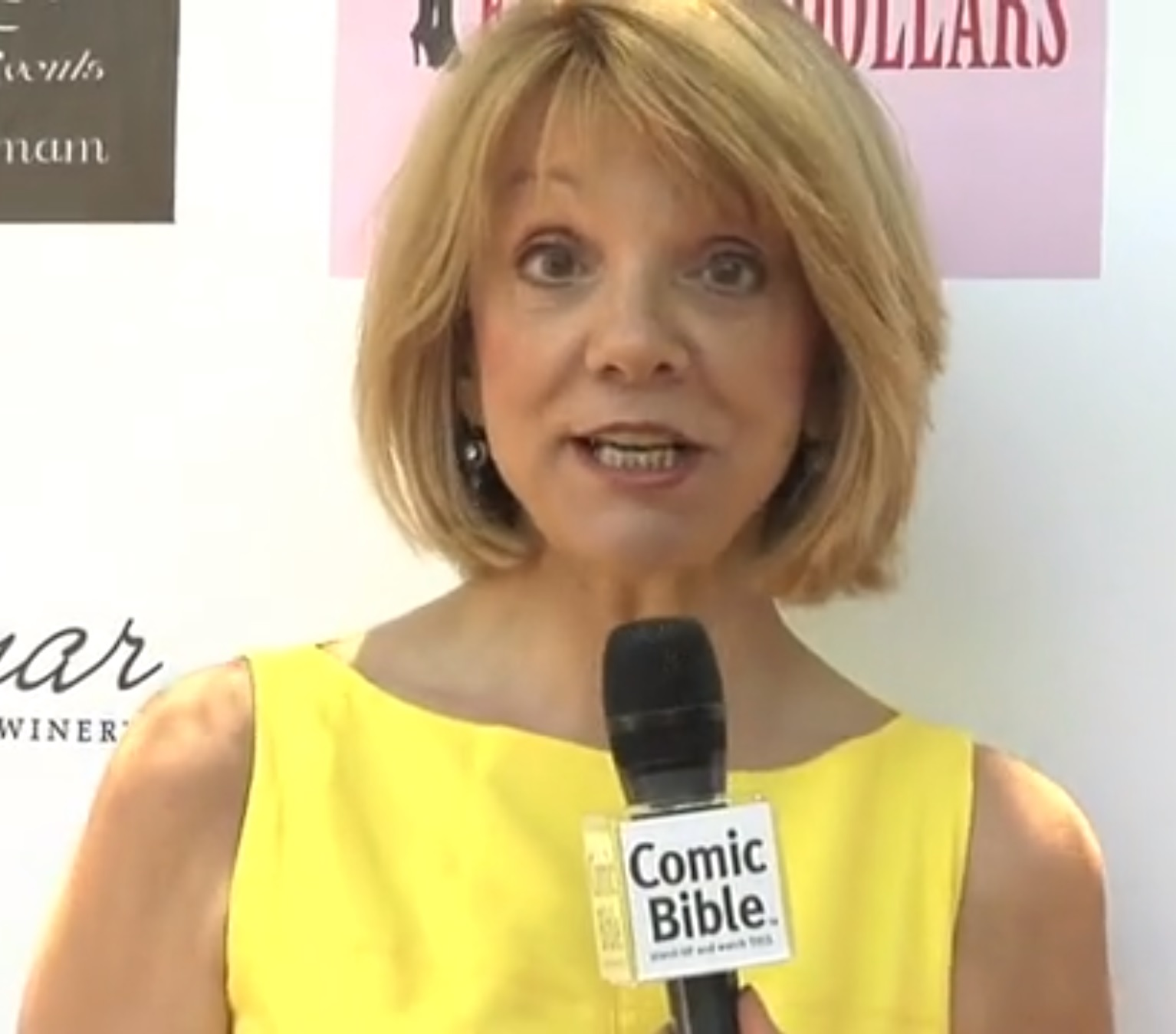
Teresa Ganzel (2012)

Teresa Catherine Ganzel (* 23. März 1957 in Toledo, Ohio) ist eine US-amerikanische Schauspielerin, Synchronsprecherin und Komikerin.

## Leben
Ganzel wurde am 23. März 1957 in Toledo geboren. Sie ist die Schwester des Drehbuchautors und Produzenten Mark Ganzel. In erster Ehe war sie mit Richard Alan Davis verheiratet. Seit dem 12. September 2021 ist sie mit dem Schauspieler und Drehbuchautor Billy Van Zandt verheiratet. Zwischenzeitlich befand sie sich in einer Beziehung mit dem US-amerikanischen Schauspieler und Synchronsprecher Frank Welker.
Als Schauspielerin trat Ganzel zu Beginn der 1980er Jahre in Erscheinung. 1982 spielte sie im Film Der Spielgefährte die Rolle der Fancy Bates. 1990 wirkte sie in der Columbo-Episode Ruhe sanft, Mrs. Columbo in der Rolle der DeDe Perkins mit. 2018 war sie im Fernsehfilm Rent-An-Elf: Die Weihnachtsplaner in der Rolle der Olive zu sehen. Als Synchronsprecherin war sie ab Ende der 1980er Jahre regelmäßig in Zeichentrickserien und -filmen sowie Animationsfilmen wie Die Monster AG, Cars, Könige der Wellen, Horton hört ein Hu!, Oben, Toy Story 3, Die Monster Uni und Ich – Einfach unverbesserlich 3 zu hören.
Ab Mitte der 1980er Jahre wirkte sie in verschiedenen Comedy-Formaten wie The Tonight Show Starring Johnny Carson mit und war auch in den Formaten The $10,000 Pyramid, The $100,000 Pyramid sowie in The $25,000 Pyramid zu sehen.

## Filmografie (Auswahl)
- 1981: Manche mögens prall (C.O.D.)
- 1981: Herzbube mit zwei Damen (Three's Company, Fernsehserie, Episode 6x06)
- 1982: Movie Madness
- 1982: Ein Draufgänger in New York (My Favorite Year)
- 1982: Der Spielgefährte (The Toy)
- 1982–1987: The Tonight Show Starring Johnny Carson (Fernsehserie, 2 Episoden, verschiedene Rollen)
- 1983: Teachers Only (Fernsehserie, 13 Episoden)
- 1984: Die Entenfabrik (The Duck Factory, Fernsehserie, 13 Episoden)
- 1984: Hotel (Fernsehserie, Episode 2x04)
- 1985: Love Boat (Fernsehserie, Episode 8x17)
- 1985: Three’s a Crowd (Fernsehserie, Episode 1x18)
- 1985: Remington Steele (Fernsehserie, 2 Episoden, verschiedene Rollen)
- 1985: Dirty Work (Fernsehfilm)
- 1985: Reise nach Transylvanien (Transylvania 6-5000)
- 1985: Shadow Chasers (Fernsehserie, 2 Episoden)
- 1986: Hardcastle & McCormick (Fernsehserie, Episode 3x13)
- 1986: Twilight Zone (Fernsehserie, Episode 1x16)
- 1986: Newhart (Fernsehserie, Episode 4x21)
- 1986: New Love, American Style (Fernsehserie, Episode 2x03)
- 1986: Comedy Factory (Fernsehserie, Episode 2x04)
- 1986: Dieses süße Leben (Easy Street, Fernsehserie, Episode 1x09)
- 1986: Fresno (Miniserie, 6 Episoden)
- 1987: Harrys wundersames Strafgericht (Night Court, Fernsehserie, Episode 4x18)
- 1987: What's Happening Now! (Fernsehserie, Episode 2x22)
- 1987: The Charmings (Fernsehserie, Episode 2x09)
- 1987: Roxie (Fernsehserie, 6 Episoden)
- 1988: Alf (ALF, Fernsehserie, 2 Episoden)
- 1988–1989: Mein Vater ist ein Außerirdischer (Out of This World, Fernsehserie, 2 Episoden)
- 1989: Eine schrecklich nette Familie (Married… with Children, Fernsehserie, Episode 3x14)
- 1989: Knight & Daye (Fernsehserie, Episode 1x02)
- 1989: Mama’s Family (Fernsehserie, Episode 6x02)
- 1990: Columbo (Fernsehserie, Episode 9x04)
- 1990: The Dave Thomas Comedy Show (Fernsehserie, 5 Episoden)
- 1990: Mr. Belvedere (Fernsehserie, 2 Episoden)
- 1990: Monsters (Fernsehserie, Episode 3x02)
- 1990: They Came from Outer Space (Fernsehserie, Episode 1x07)
- 1991: Hunter (Fernsehserie, Episode 7x14)
- 1991: The Man in the Family (Fernsehserie, Episode 1x05)
- 1991: Die Mütter-Mannschaft (Backfield in Motion, Fernsehfilm)
- 1991–1993: Harrys Nest (Empty Nest, Fernsehserie, 2 Episoden, verschiedene Rollen)
- 1993: Hexina – Schön, verrückt und gefährlich (Hexina)
- 1994: Summertime Switch – Chaos im Feriencamp (Summertime Switch, Fernsehfilm)
- 1995: Evil Date – Verabredung mit dem Teufel (The Granny)
- 1996: Quack Pack – Onkel D. & Die Boys! (Quack Pack, Fernsehserie, Episode 1x17)
- 1997: Good Burger – Die total verrückte Burger-Bude (Good Burger)
- 1998: Mike Hammer, Private Eye (Fernsehserie, Episode 2x17)
- 1998: Der beste Vater der Welt (Billboard Dad )
- 1998: Beach Movie
- 2003: Malcolm mittendrin (Malcolm in the Middle, Fernsehserie, Episode 5x01)
- 2004: A Lousy 10 Grand
- 2006: I Did Not Know That (Fernsehfilm)
- 2007: Nick Cannon Presents: Short Circuitz (Fernsehserie, Episode 1x02)
- 2007: Cougar Club
- 2010: A Very Mary Christmas (Expecting Mary)
- 2010: What Kind of Planet Are We On? (Kurzfilm)
- 2010: Karma's a Bitch (Kurzfilm)
- 2011: Paul the Male Matchmaker (Fernsehserie, 4 Episoden)
- 2012: Karma’s a Bitch (Fernsehserie, 4 Episoden)
- 2012: Bite Me (Fernsehserie, 2 Episoden)
- 2014: Good Morning Today (Fernsehserie, Episode 1x16)
- 2015: Wacko Smacko (Fernsehserie, Episode 1x02)
- 2015: Spare Change
- 2016: The Shickles
- 2017: The Golden Age
- 2017: Chicanery
- 2018: Rent-An-Elf: Die Weihnachtsplaner (Rent-an-Elf, Fernsehfilm)
- 2019: Black Monday (Fernsehserie, Episode 1x02)
- 2019: Die Weihnachtskönigin – (K)ein Like zum Fest (A Beauty & the Beast Christmas)
- 2021: Home Economics (Fernsehserie, Episode 2x01)
- 2022: The Push
- 2022: Smashed (Kurzfilm)
- 2022: Side Hustle (Fernsehserie, Episode 2x10)

## Synchronisationen
- 1988: Top Cat and the Beverly Hills Cats (Zeichentrickfilm)
- 1988: The New Yogi Bear Show (Zeichentrickserie, 4 Episoden)
- 1989: Die Schlümpfe (The Smurfs, Zeichentrickserie, Episode 9x01)
- 1990: Don Coyote und Sancho Panda (The Adventures of Don Coyote and Sancho Panda, Zeichentrickserie, Episode 1x01)
- 1990–1993: Tom & Jerry Kids (Zeichentrickserie, 7 Episoden)
- 1991: Hallo Bobby (Bobby's World, Zeichentrickserie, Episode 1x13)
- 1991–1992: Darkwing Duck (Zeichentrickserie, 2 Episoden, verschiedene Rollen)
- 1992: Fish Police (Zeichentrickserie, Episode 1x03)
- 1992: Goofy und Max ((Disney’s) Goof Troop, Zeichentrickserie, Episode 1x23)
- 1992: Raw Toonage – Kunterbuntes aus der Trickkiste (Raw Toonage, Zeichentrickserie, Episode 1x03)
- 1992: Mit Herz und Scherz (Coach, Fernsehserie, Episode 5x06)
- 1993–1994: Droopy der Meisterdetektiv (Droopy: Master Detective, Zeichentrickserie, 4 Episoden)
- 1994: Duckman (Duckman: Private Dick/Family Man, Zeichentrickserie, Episode 1x12)
- 1995–1997: Aaahh!!! Monster (AAAHH!!! Real Monsters, Zeichentrickserie, 2 Episoden, verschiedene Rollen)
- 1996: Bruno the Kid: The Animated Movie (Zeichentrickfilm)
- 1997: Bruno the Kid (Zeichentrickserie, Episode 1x31)
- 1997: The Blues Brothers Animated Series (Zeichentrickserie, Episode 1x05)
- 1998: Ich bin Wiesel ( I Am Weasel, Zeichentrickserie, Episode 3x01)
- 1998: Cow and Chicken – Muh-Kuh und Chickie (Cow and Chicken, Zeichentrickserie, Episode 3x01)
- 1998–2001: Rugrats (Zeichentrickserie, 2 Episoden)
- 2001: Die Monster AG (Monsters, Inc., Animationsfilm)
- 2004: Cliffords großer Auftritt (Clifford's Really Big Movie, Zeichentrickfilm)
- 2004: EverQuest II (Computerspiel)
- 2006: Cars (Animationsfilm)
- 2006: Kuzco’s Königsklasse (The Emperor’s New School, Zeichentrickserie, Episode 1x18)
- 2007: Könige der Wellen (Surf’s Up, Animationsfilm)
- 2008: Horton hört ein Hu! (Horton Hears a Who!, Animationsfilm)
- 2009: Random! Cartoons (Zeichentrickserie, Episode 1x35)
- 2009: Oben (Up, Animationsfilm)
- 2010: Toy Story 3 (Animationsfilm)
- 2013: Die Monster Uni (Monsters University, Animationsfilm)
- 2017: Ich – Einfach unverbesserlich 3 (Despicable Me 3, Animationsfilm)